# DreamWorks Records
DreamWorks Records fue un sello discográfico estadounidense fundado en 1996 por Steven Spielberg, David Geffen y Jeffrey Katzenberg como una subsidiaria del estudio de cine DreamWorks Pictures. Algunos de los álbumes producidos por esta discográfica son las bandas sonoras de las dos primeras películas de la saga de Shrek, Shrek y Shrek 2, Whoa, Nelly! de Nelly Furtado, o los tres primeros álbumes de la banda Eels: Beautiful Freak, Electro-Shock Blues y Daisies of the Galaxy.
El sello nunca tuvo el éxito esperado y en octubre de 2003 fue adquirido por Universal Music Group por 86 millones de dólares. Coincidentemente, la UMG fusionó DreamWorks Records con otro sello discográfico fundado por David Geffen en los años ochenta, Geffen Records. La mayoría de los artistas que estaban firmados a DreamWorks como AFI, Nelly Furtado, Rise Against y Elliott Smith pasaron al catálogo de Geffen.